# ISO 3166-2:OM
Die Liste der ISO-3166-2-Codes für den Oman enthält die Codes für die elf Gouvernements.
Die Codes bestehen aus zwei Teilen, die durch einen Bindestrich voneinander getrennt sind. Der erste Teil gibt den Landescode gemäß ISO 3166-1 (für den Oman OM), der zweite den Code für das Gouvernement wieder.

Regionen und Gouvernements in Oman

Der aktuelle Landescode wurde im November 2015 zuletzt aktualisiert. Die Codes wurden dabei an die Strukturreform des Jahres 2011 angepasst.
| Gouvernement             | Code  |
| ------------------------ | ----- |
| ad-Dachiliyya            | OM-DA |
| al-Buraimi               | OM-BU |
| al-Wusta                 | OM-WU |
| az-Zahira                | OM-ZA |
| Dschanub al-Batina       | OM-BJ |
| Dschanub asch-Scharqiyya | OM-SJ |
| Maskat                   | OM-MA |
| Musandam                 | OM-MU |
| Schamal al-Batina        | OM-BS |
| Schamal asch-Scharqiyya  | OM-SS |
| Dhofar                   | OM-ZU |